# Youth Dew
Youth Dew est un parfum féminin d'Estée Lauder créé et sorti en 1953.

## Création
Youth Dew est créé en 1953 par Joséphine Catapano et la compagnie IFF ; il s'agit d'un « oriental épicé aux notes d'orage et de roses chauffées par le clou de girofle sur un fond de patchouli et de benjoin ». Il fait partie de la famille « oriental épicé ».
Avant de le lancer sous la forme d'un parfum, Estée Lauder décide de le présenter sous la forme d'un flacon contenant de l'huile de bain. Le succès étant au rendez-vous, Youth Dew (« rosée de jeunesse ») devient un parfum.

## Succès
Parfum totalement « made in USA », Youth Dew connaît un grand succès aux États-Unis, mais pas en Europe, où il est d'ailleurs lancé bien plus tard. Il est prisé notamment par les actrices Gloria Swanson, Dolores del Río ou encore Joan Crawford.
En français, il se traduit par « rosée de jeunesse » (et non pas « perle de rosée »),.

## Publicité
Alors qu'à l'époque la plupart des parfums portés par les femmes sont choisis et achetés par leur mari, Estée Lauder cible sa campagne marketing sur le choix féminin ; ainsi, des conseillères de la marque sont présentes sur les points de vente (une première à l'époque) pour guider la cliente, qui pour le coup, s'émancipe de son époux. Estée Lauder aurait également faussement accidentellement brisé le flacon lors de ses présentations à des clientes pour répandre l'arôme du parfum.
Présentant une couleur « caramel » et un aspect apparemment « liquoreux », le parfum est suspecté par certaines critiques de tâcher, ce qui est faux. La marque réagit toutefois en éclaircissant le jus au fil des années .
Le flacon de verre cannelé, serré à la taille par un nœud doré, est inspiré de l'allure New Look.

## Postérité
On compte parmi les marques influencées : 
- Opium d'Yves Saint Laurent (1977)
- Ispahan d'Yves Rocher (1977)
- Coco de Chanel (1984)
- Kenzo Jungle de Kenzo (1996)
- Pour une femme de Caron (2001)
- Noir Épices de Michel Roudnitska, éditions de parfums Frédéric Malle (2003)

En 2005, Tom Ford créé un parfum temporaire, Youth Dew Amber Nude. En 2013, pour célébrer l'anniversaire du parfum, le flacon est orné d'un pavé de cristaux Swarovski.